# 9811 Cavadore
9811 Cavadore (1998 ST) là một tiểu hành tinh vành đai chính được phát hiện ngày 16 tháng 9 năm 1998 bởi Khảo sát tiểu hành tinh OCA-DLR ở Caussols.